# Castello Cabiaglio
Castello Cabiaglio (lombardul: Cabiej) település Olaszországban, Varese megyében. Lakosainak száma 567 fő (2023. január 1.). Castello Cabiaglio Brinzio, Cuveglio, Cuvio, Luvinate, Rancio Valcuvia, Varese, Barasso és Comerio községekkel határos.

## Népesség
A település népességének változása:
| Lakosok száma | 591  | 562  | 567  |
|               | 2017 | 2018 | 2023 |